# Kalofer Peak
Der Kalofer Peak (englisch; bulgarisch връх Калофер wrach Kalofer) ist ein 300 m hoher und spitzer Berg auf der Livingston-Insel im Archipel der Südlichen Shetlandinseln. Im Levski Ridge der Tangra Mountains ragt er 0,9 km südlich des Radichkov Peak, 0,55 km nordwestlich des M’Kean Point und 2 km ostsüdöstlich des Serdica Peak auf.
Die bulgarische Kommission für Antarktische Geographische Namen benannte ihn 2005 nach der Stadt Kalofer im Zentrum Bulgariens.